# Леліткув
Леліткув (пол. Lelitków) — село в Польщі, у гміні Стомпоркув Конецького повіту Свентокшиського воєводства.
Населення — 139 осіб (2011).
У 1975-1998 роках село належало до Келецького воєводства.

## Демографія
Демографічна структура на день 31 березня 2011 року:
|          | Загалом | Допрацездатний вік | Працездатний вік | Постпрацездатний вік |
| -------- | ------- | ------------------ | ---------------- | -------------------- |
| Чоловіки | 69      | 9                  | 54               | 6                    |
| Жінки    | 70      | 11                 | 35               | 24                   |
| Разом    | 139     | 20                 | 89               | 30                   |